# Down the Road
Down the Road es el vigésimo noveno álbum de estudio del músico norirlandés Van Morrison, publicado por la compañía discográfica Polydor Records en mayo de 2002. El álbum incluyó un tono nostálgico, tanto en las letras como en la música, y unos arreglos que entremezclan el blues y el R&B con el country y el folk, y a excepción de «Georgia On My Mind», la música del álbum está anclada en los ritmos de la música popular de la década de 1950 y 1960.
El álbum alcanzó el puesto seis en la lista británica UK Albums Chart y el veintiséis en la estadounidense Billboard 200, mientras que en varios países de Europa llegó al top 20 de varias listas de discos más vendidos.

## Grabación
Down the Road fue originalmente grabado con la cantante Linda Gail Lewis un mes después de la publicación de You Win Again, y fue titulado en un primer momento Choppin' Wood. Sin embargo, Morrison regrabó el álbum, eliminando la contribución de Lewis en varias canciones, añadiendo nuevos temas y retitulando el álbum como Down the Road. Las canciones finalmente incluidas fueron incrementadas a un total de quince temas, con un total de más de sesenta minutos de duración. De todas ellas, «Just Like Greta» apareció finalmente varios años después en el álbum Magic Time.

## Canciones
La canción que da tema al álbum fue originalmente titulado como «Down the Road I Go» y grabada con el guitarrista Mark Knopfler en 1981. La canción fue regrabada en noviembre de 2000 con Linda Gail Lewis con una nueva letra. Por otra parte, «Choppin' Wood» es un homenaje de Van a su padre, George Morrison, que había fallecido repentinamente por un ataque al corazón una década antes. en «The Beauty of the Days Gone By», Morrison intenta llegar a un acuerdo a medida que se acerca la vejez. En «Whatever Happened to P.J. Body», el cantante hace referencia a los músicos PJ Proby y Scott Walker y hace una referencia política a Screaming Lord Sutch, antiguo líder del partido inglés Official Monster Raving Loony Party, que falleció en 1999. 

## Recepción
Down the Road fue un éxito comercial y uno de los álbumes mejor recibidos por la crítica, alcanzando el mejor puesto en las listas de Billboard desde el álbum de 1972 Saint Dominic's Preview. Las reseñas brindaron de forma genérica al álbum cuatro estrellas sobre cinco y lo definieron con términos de «cuasi-obra maestra» y «trabajo fuerte». John Metzger, de The Music Box, escribió: «Cada pocos años, Morrison logra entrar en un espacio mágico que resume tanto su carrera como su influencia en un único golpe. Tal es el caso de su última obra maestra, Down the Road, en el que Van recuerda con cariño el folk, el blues y el jazz que escuchó mientras crecía». El crítico de PopMatters John Kriecbergs remarcó en su reseña: «Reforzado por otra contundente colección de músicos, Down the Road rivaliza con algunos de los trabajos más fuertes de Morrison».

## Portada del álbum
La portada de Down the Road muestra el escaparate de una tienda de discos, Memorabilia & Records, con una ventana llena de discos de vinilo de blues, jazz, R&B y rock and roll.

## Lista de canciones
Todas las canciones escritas y compuestas por Van Morrison excepto donde se anota. 
| N.º | Título                             | Escritor(es)                     | Duración |  |
| 1.  | «Down the Road»                    |                                  | 4:15     |  |
| 2.  | «Meet Me in the Indian Summer»     |                                  | 3:57     |  |
| 3.  | «Steal My Heart Away»              |                                  | 4:20     |  |
| 4.  | «Hey Mr. DJ»                       |                                  | 3:45     |  |
| 5.  | «Talk Is Cheap»                    |                                  | 4:19     |  |
| 6.  | «Choppin' Wood»                    |                                  | 3:26     |  |
| 7.  | «What Makes the Irish Heart Beat»  |                                  | 3:47     |  |
| 8.  | «All Work and No Play»             |                                  | 4:51     |  |
| 9.  | «Whatever Happened to P.J. Proby?» |                                  | 3:13     |  |
| 10. | «The Beauty of the Days Gone By»   |                                  | 5:45     |  |
| 11. | «Georgia On My Mind»               | Hoagy Carmichael, Stuart Gorrell | 5:35     |  |
| 12. | «Only a Dream»                     |                                  | 4:57     |  |
| 13. | «Man Has to Struggle»              |                                  | 5:07     |  |
| 14. | «Evening Shadows»                  | Acker Bilk, Van Morrison         | 4:01     |  |
| 15. | «Fast Train»                       |                                  | 5:01     |  |

## Personal
| Músicos - Van Morrison: guitarra acústica, armónica, saxofón alto y voz. - John Allair: órgano Hammond - Crawford Bell: coros - Olwin Bell: coros - Acker Bilk: clarinete - Richard Dunn: piano y órgano Hammond - Lee Goodall: saxofón tenor, alto y barítono, flauta y coros - Mick Green: guitarra acústica y eléctrica. - Colin Griffin: batería - Karen Hamill: coros - David Hayes: bajo y contrabajo. - Matt Holland: trompeta, fliscorno y coros. - Pete Hurley: bajo - Bobby Irwin: batería - Bob Loveday: violín - Siobhan Pettit: coros - Johnny Scott: guitarra eléctrica, coros y arreglos vocales. - Fiachra Trench: piano y arreglos de cuerdas. - Jake Walker: viola - Geraint Watkins: piano y órgano Hammond. - Aine Whelan: coros - Martin Winning: clarinete y saxofón tenor. | Equipo técnico - Van Morrison: productor musical - Stuart Bruce: ingeniero de sonido - Tim Cooper: masterización - Walter Samuel: mezclas - Ben Sidran: notas del álbum - Peter Thorpe: fotografía |

## Posición en listas
| País              | Lista                    | Posición |
| ----------------- | ------------------------ | -------- |
| Alemania          | Media Control Charts     | 10       |
| Australia         | ARIA Albums Chart        | 7        |
| Austria           | Ö3 Austria Top 40        | 5        |
| Bélgica (Flandes) | Ultratop 200 Albums      | 28       |
| Estados Unidos    | Billboard 200            | 25       |
| Noruega           | Norwegian Albums Chart   | 5        |
| Nueva Zelanda     | New Zealand Music Charts | 8        |
| Países Bajos      | Mega Albums Top 100      | 13       |
| Reino Unido       | UK Albums Chart          | 6        |
| Suecia            | Swedish Albums Chart     | 10       |

| Sencillo     | País        | Lista               | Posición |
| ------------ | ----------- | ------------------- | -------- |
| «Hey Mr. DJ» | Reino Unido | UK Singles Chart    | 58       |
| «Hey Mr. DJ» | Irlanda     | Irish Singles Chart | 41       |

## Certificaciones
| Fecha               | País        | Organismo certificador | Certificación | Ventas certificadas |
| ------------------- | ----------- | ---------------------- | ------------- | ------------------- |
| 21 de junio de 2002 | Reino Unido | BPI                    | Plata         | 60 000              |